# 아만다 세튼

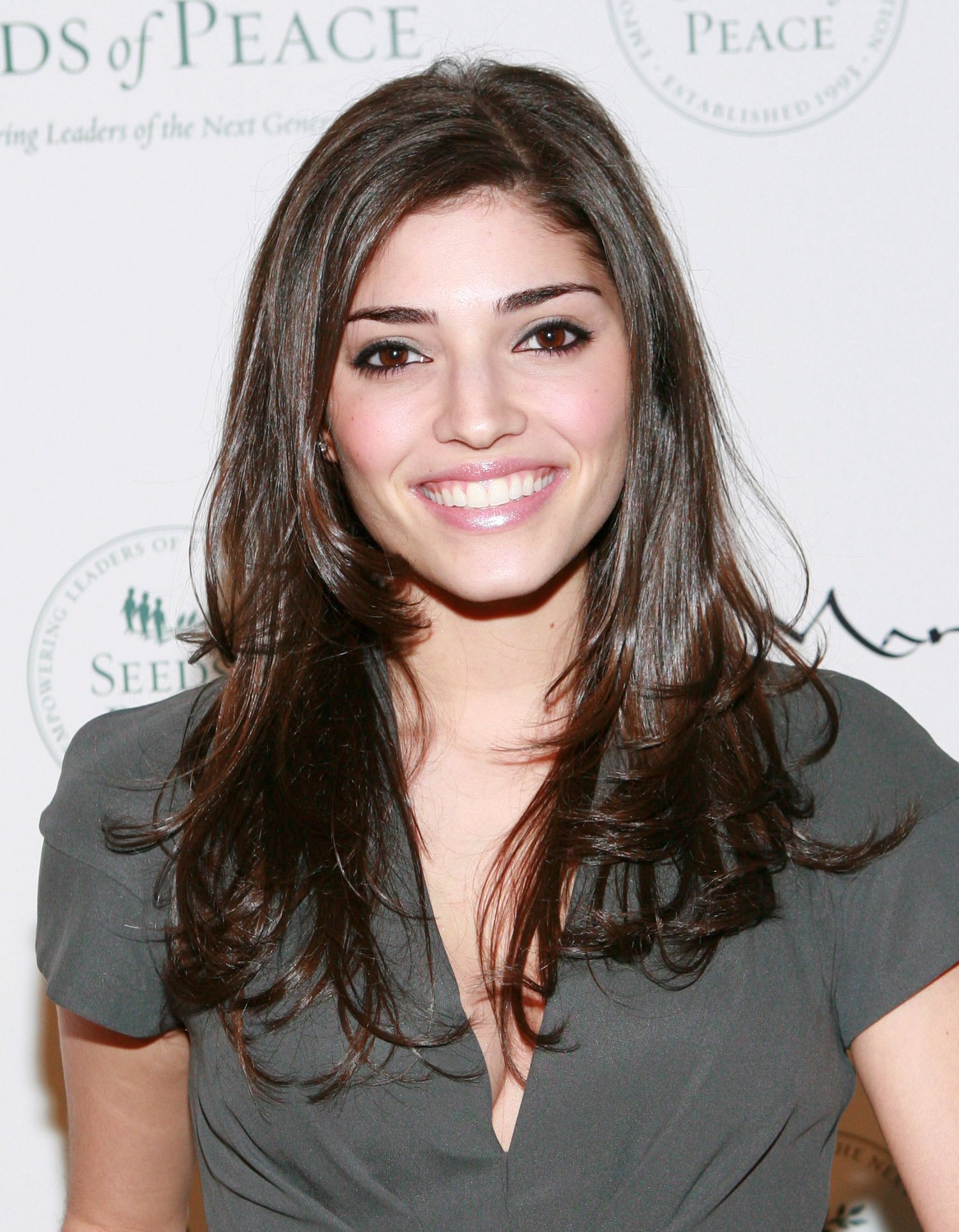

아만다 세튼(Amanda Setton, 1985년 12월 16일 ~ )는 미합중국의 배우이자 연극 배우, 텔레비전 배우 겸 영화배우이다. 또한 아만다 세튼은 미합중국 뉴욕에서 태어났다.

## 방송
- 크레이지 원스
- 이지 걸 시즌1
- 가십걸 시즌5
- 가십걸 시즌4
- 가십걸 시즌3

## 영화
- 블랙 도그, 레드 도그 (2017년)
- 크레이지 원스 (2013년)